# Калининградский юридический институт МВД России
Калининградский филиал Санкт-Петербургского университета МВД России — высшее учебное заведение МВД РФ, основанное 27 августа 1953 года, единственное в Калининградской области высшее учебное заведение осуществляющее подготовку офицерских кадров для органов внутренних дел Министерства внутренних дел Российской Федерации. 16 декабря 2011 года институт стал филиалом Санкт-Петербургского университета МВД России.                    
Филиал университета осуществляет подготовку квалифицированных специалистов для правоохранительных органов по направлениям:
- следственное;

- оперативное;

Срок обучения на оперативника составляет 4 года 
На следователя 5 лет
На факультете заочного обучения (только для действующих сотрудников МВД России) по специальностям «Юриспруденция»,«Правоохранительная деятельность» и «Правовое обеспечение национальной безопасности» срок обучения - 4..7 лет.

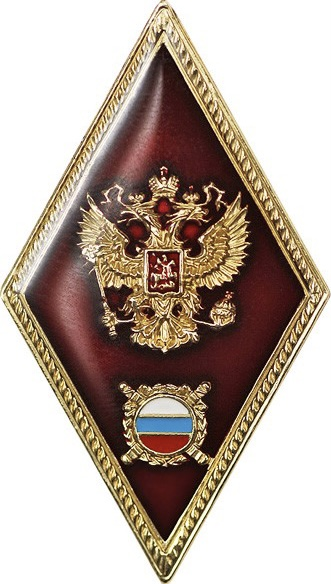
Нагрудный знак лиц, окончивших ВУЗ МВД России Высшие учебные заведения МВД (Академии, Университеты, Институты)

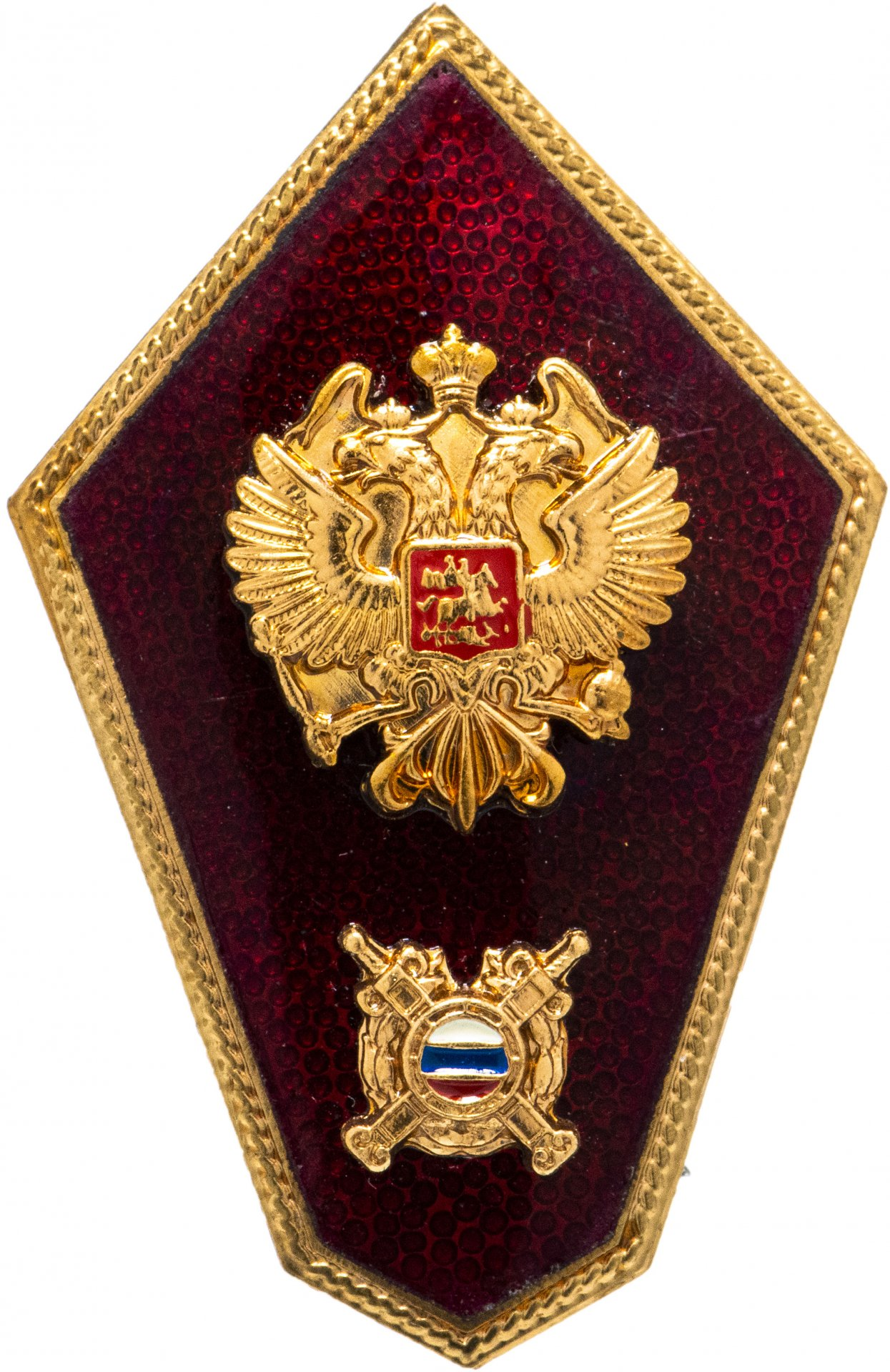
Нагрудный знак лиц, окончивших специальные средние школы МВД России

День основания — 27 августа.

## История
27 августа 1953 года Приказом МВД СССР в городе Калининграде была создана  Калининградская школа МВД СССР для подготовки офицерского оперативно-начальствующего состава органов внутренних дел Калининградской области. 
23 апреля 1955 года Постановлением Совета Министров СССР № 3452-рс и приказом МВД СССР № 230 на базе школы милиции была создана Калининградская специальная средняя школа МВД СССР со со специальным средним юридическим образованием и сроком обучения два года. Учебная структура школы включала в себя семь учебных циклов: общетехнических, юридических военных и специальных дисциплин, специальной техники, организации службы Вневедомственной охраны, физической подготовки, общественных наук и специальной техники. 23 октября 1962 года Указом Президиума Верховного Совета РСФСР Калининградской специальной средней школе МВД СССР было вручено Красное Знамя.
29 мая 1990 года Приказом МВД СССР № 34 на базе специальной средней школы милиции был образован Калининградский факультет при Высшей юридической заочной школе МВД СССР. 6 июля 1993 года Постановлением Правительства Российской Федерации и Приказом МВД РФ на базе Калининградского филиала  была создана Калининградская Высшая школа МВД Российской Федерации, став высшим учебным заведением по подготовке офицерских кадров с высшим юридическим образованием,
в структуре высшей школы были созданы кафедры.
24 января 1998 года Постановлением Правительства Российской Федерации № 80-р и   Приказа МВД России № 89 высшая школа МВД России была переименована в Калининградский юридический институт МВД России, в составе института была создана адъюнктура, среди профессорско-преподавательского состава было восемь докторов и пятьдесят два кандидата наук. В 2010 году при институте был создан Музей оружия, с уникальной и не имеющей аналогов экспозицией стрелкового оружия и снаряжения XIX—XX века. 8 ноября 2011 года № 1539 л/с Приказом министра внутренних дел России Р. Г. Нургалиевым «За создание целостного направления военно-патриотического воспитания курсантов института и молодежи Калининградского региона, включающего комплекс музейной и военно-исторической работы по пропаганде роли Наркомата внутренних дел в период Великой Отечественной войны, мероприятий, направленных на  формирование позитивного общественного мнения о деятельности Министерства внутренних дел  России, получивших общественное и международное признание» творческому коллективу Калининградского юридического института МВД России было присвоено звание Лауреата Премии  МВД России.
16 декабря 2011 года Приказом МВД России № 1250 Калининградский юридический институт МВД России был преобразован в Калининградский филиал Санкт-Петербургского университета МВД России. В структуре филиала было создано два факультета: заочного обучения, профессиональной подготовки, переподготовки и повышения квалификации и подготовки курсантов и восьми кафедр: административно-правовых дисциплин и информационного обеспечения ОВД, оперативно-розыскной деятельности ОВД, уголовного процесса и уголовного права, криминологии и уголовно-исполнительного права, тактико-специальной, огневой и физической подготовки, общеправовых дисциплин и социально-экономических, гуманитарных дисциплин и криминалистики. На базе Калининградского филиала был создан научно-теоретический журнал «Вестник Калининградского филиала Санкт-Петербургского университета МВД России». За период с 1953 по 2013 год Калининградским институтом было подготовило более семнадцати тысяч офицерских кадров для органов внутренних дел МВД СССР и МВД России.

## Структура
Основной источник:

### Факультеты
- Факультет подготовки курсантов
- Факультет заочного обучения, профессиональной подготовки, переподготовки и повышения квалификации

### Кафедры
- Кафедра административно-правовых дисциплин и информационного обеспечения ОВД
- Кафедра криминалистики
- Кафедра оперативно-розыскной деятельности ОВД
- Кафедра уголовного процесса
- Кафедра уголовного права, криминологии и уголовно-исполнительного права
- Кафедра тактико-специальной, огневой и физической подготовки
- Кафедра общеправовых дисциплин
- Кафедра социально-экономических и гуманитарных дисциплин

## Начальники
- 1990—2005 — генерал-майор В. Л. Попов
- 2005—2011 — генерал-майор В. М. Бочаров
- с 2011—2023 полковник, профессор С. В. Векленко
- с 2023 полковник, И. А. Горковенко

## Известные выпускники
- Клычков, Андрей Евгеньевич — губернатор Орловской области
- Шилов, Иван Фёдорович — генерал-полковник милиции, заместитель министра внутренних дел СССР
- Муженский, Евгений Семёнович — руководитель пресс-центра МВД СССР, помощник Министра внутренних дел СССР в 1978-1992 годах (окончил Калининградскую специальную среднюю школу милиции в 1957 году)